# Róża, która wyrosła na betonie
Róża, która wyrosła na betonie (org. The Rose That Grew from Concrete) – zbiór wierszy napisanych w latach 1989 do 1991 przez amerykańskiego rapera Tupaca Shakura wydany w 1999 roku przez wydawnictwo MTV Books. Przedmowa została napisana przez matkę rapera Afeni Shakur, słowo wstępne przez Nikki Giovanni, a wprowadzenie przez menedżera Tupaca Leilę Steinberg.
Polskie wydanie z przekładem Hanny Milczarek ukazało się 1 stycznia 2000 roku nakładem wydawnictwa Kagra Krzysztof Grausz.

## Wiersze
Róża, która wyrosła na betonie (The Rose That Grew From Concrete)
- Róża, która wyrosła na betonie (The Rose That Grew From Concrete)
- W otchłani samotności (In The Depths of Solitude)
- Czasami płaczę (Sometimes I Cry)
- Wysoko w niebie (Under The Skies Above)
- Życie widziane moimi oczyma (Life Through My Eyes)
- Kiedy serce twe zamienia się w lód (When Ure Heart Turns Cold)
- Bez tytułu (Untitled)
- Wieczne opłakiwanie (The Eternal Lament)
- Tylko dla sprawiedliwych (Only 4 the Righteous)
- No a sława? (What of Fame?)
- A w niej gwiazda błyszczy (The Shining Star Within)
- Noc pełna gwiazd (Starry Night)
- Jeśli upadnę (If I Fail)
- Czym jest to czego szukam (What Is It That I Search 4)
- Strach w sercu człowieka (The Fear in the Heart of a Man)
- Bóg (God)

Nic nie może nas rozdzielić (Nothing Can Come Between Us)
- Nic nie może nas rozdzielić (Nothing Can Come Between Us)
- Najdroższa jedyna (My Dearest One!!)
- Gdyby bolało... (If There Be Pain...)
- Jak pękają serca (Things That Make Hearts Break)
- Czarna kobieta (Black Woman)
- A ja nadal kocham cię (And Still I Love U)
- Wspólny ból serca (The Mutual Heartache)
- Pierwsze wrażenie (1st Impressions)
- Miłość niewypowiedziana (A Love Unspoken)
- Zawsze i dzisiaj (Forever and Today)
- Kiedy cię pocałuję (When I Do Kiss U)
- Carmecita z Bronxu (Carmencita of the Bronx)
- Bez tytułu (Untitled)
- Miłość jest tylko skomplikowana (Love Is Just Complicated)
- Elizabeth (Elizabeth)
- Wiem, że moje serce kłamało (I Know My Heart Has Lied Before)
- Od pierwszego wejrzenia (From First Glance)
- A to dla April (1 for April)
- Żona na całe życie (Wife 4 Life)
- Łzy gwiazd (Tears From a Star)
- 1 marca – następny dzień po April (March 1st – The Day After April)
- Dlaczego musicie być niewierni (Why Must U Unfaithful)
- Moc uśmiechu (The Power of a Smile)
- Genesis (Odrodzenie mojego serca) (Genesis (The Rebirth of My Heart))
- Kochanie podczas burzy (Love Within a Storm)
- Co mam jej do zaoferowania? (What Can I Offer Her?)
- Jada (Jada)
- Łzy w oczach Kupidyna (The Tears in Cupid’s Eyes)
- Uśmiech Kupidyna (Cupid’s Smile II)
- Co ja widzę! (What I See!)
- W szale namiętności (In the Midst of Passion)
- Dwie osoby jednym życzeniem (2 People With 1 Wish)
- Godziny mijają (Hours Pass By)

Po prostu oddech wolności (Just a Breath of Freedom)
- Po prostu oddech wolności (Just a Breath of Freedom)
- Dla pani Hawkins (For Mrs. Hawkins)
- Słońce i księżyc (The Sun and the Moon)
- „Gwiazda, która spadła” („Fallen Star”)
- Pomoc rządu czy moja dusza (Government Assistance or My Soul)
- Drzewo genealogiczne (Family Tree)
- Albo moja dusza (Or Mu Soul)
- Gdy upada bohater (When Ure Hero Falls)
- Bez tytułu (Untitled)
- „Rozdzierasz nas” („U R Ripping Us Apart!!!”)
- Rzeka, która płynie wiecznie (A River That Flows Forever)
- Czy widzisz dumę w Panterze (Can U C the Pride in the Panther)
- Łzy nastoletniej matki (Teers of a Teenage Mother)
- „Gdzie jest wola” („Where There Is a Will...”)

Wolności potrzebne są okulary (Liberty Needs Glasses)
- Wolności potrzebne są okulary (Liberty Needs Glasses)
- Jak możemy być wolni (How Can We Be Free)
- Obietnica (The Promise)
- Ale jutro (And 2morrow)
- Nie ma wygranych (No-Win)
- Bez odpowiedzi (The Unanswerable?)
- Koszmary (Nightmares)
- Więc żegnam (So I Say GOODBYE)
- W dniu mojej śmierci (In the Event of My Demise)